# NGC 6366
NGC 6366 је збијено звездано јато у сазвежђу Змијоноша које се налази на NGC листи објеката дубоког неба.
Деклинација објекта је - 5° 4' 34" а ректасцензија 17h 27m 44,3s. Привидна величина (магнитуда) објекта NGC 6366 износи 9,5. NGC 6366 је још познат и под ознакама GCL 65.